# Графоманија
Графоманија (од старогрчког γρᾰ́φειν, писати и μᾰνῐ́ᾱ, лудило), позната и као скрибоманија представља опсесивни импулс за писањем. Када се користи у психијатриском контексту, односи се на морбидно ментално стање из ког проистиче насумично писање конфузних изјава или речи без икаквог значења. Сам термин се користи још од 19. века. Графоманија је слична типоманији, опсесијом виђења свог имена у публикацијама или писањем ради публиковања.
Ван психијатриских кругова, графоманија се користи за означавање потребе за писањем, било професионалним или лаичким.